# Grand Prix Argentiny 1953
Grand Prix Argentiny 1953 (oficiálně I Gran Premio de la Republica Argentina) se jela na okruhu Autódromo Oscar y Juan Gálvez v Buenos Aires v Argentině dne 18. ledna 1953. Závod byl prvním v pořadí v sezóně 1953 šampionátu Formule 1.

## Kvalifikace
| Poř.   | No. | Jezdec                | Konstruktér           | Čas    | Ztráta |
| ------ | --- | --------------------- | --------------------- | ------ | ------ |
| 1      | 10  | Alberto Ascari        | Ferrari               | 1:55.4 | —      |
| 2      | 2   | Juan Manuel Fangio    | Maserati              | 1:56.1 | +0.7   |
| 3      | 14  | Luigi Villoresi       | Ferrari               | 1:56.5 | +1.1   |
| 4      | 12  | Nino Farina           | Ferrari               | 1:57.1 | +1.7   |
| 5      | 4   | José Froilán González | Maserati              | 1:58.5 | +3.1   |
| 6      | 16  | Mike Hawthorn         | Ferrari               | 1:59.4 | +4.0   |
| 7      | 28  | Maurice Trintignant   | Gordini               | 2:00.4 | +5.0   |
| 8      | 26  | Robert Manzon         | Gordini               | 2:00.9 | +5.5   |
| 9      | 8   | Oscar Alfredo Gálvez  | Maserati              | 2:01.3 | +5.9   |
| 10     | 32  | Carlos Menditeguy     | Gordini               | 2:01.8 | +6.4   |
| 11     | 30  | Jean Behra            | Gordini               | 2:02.6 | +7.2   |
| 12     | 20  | Alan Brown            | Cooper-Bristol        | 2:03.2 | +7.8   |
| 13     | 24  | Adolfo Schwelm Cruz   | Cooper-Bristol        | 2:03.7 | +8.3   |
| 14     | 34  | Pablo Birger          | Simca-Gordini-Gordini | 2:03.8 | +8.4   |
| 15     | 6   | Felice Bonetto        | Maserati              | 2:04.2 | +8.8   |
| 16     | 22  | John Barber           | Cooper-Bristol        | 2:06.8 | +11.4  |
| Zdroj: |     |                       |                       |        |        |

## Závod
| Poř.   | No. | Jezdec                           | Konstruktér           | Počet kol | Čas/Odstoupení | Pořadí na startu | Body |
| ------ | --- | -------------------------------- | --------------------- | --------- | -------------- | ---------------- | ---- |
| 1      | 10  | Alberto Ascari                   | Ferrari               | 97        | 3:01:04.6      | 1                | 9    |
| 2      | 14  | Luigi Villoresi                  | Ferrari               | 96        | +1 kolo        | 3                | 6    |
| 3      | 4   | José Froilán González            | Maserati              | 96        | +1 kolo        | 5                | 4    |
| 4      | 16  | Mike Hawthorn                    | Ferrari               | 96        | +1 kolo        | 6                | 3    |
| 5      | 8   | Oscar Alfredo Gálvez             | Maserati              | 96        | +1 kolo        | 9                | 2    |
| 6      | 30  | Jean Behra                       | Gordini               | 94        | +3 kola        | 11               |      |
| 7      | 28  | Maurice Trintignant Harry Schell | Gordini               | 91        | +6 kol         | 7                |      |
| 8      | 22  | John Barber                      | Cooper-Bristol        | 90        | +7 kol         | 16               |      |
| 9      | 20  | Alan Brown                       | Cooper-Bristol        | 87        | +10 kol        | 12               |      |
| Ret    | 26  | Robert Manzon                    | Gordini               | 67        | Kolo           | 8                |      |
| Ret    | 2   | Juan Manuel Fangio               | Maserati              | 36        | Řazení         | 2                |      |
| Ret    | 6   | Felice Bonetto                   | Maserati              | 32        | Řazení         | 15               |      |
| Ret    | 12  | Nino Farina                      | Ferrari               | 31        | Nehoda         | 4                |      |
| Ret    | 32  | Carlos Menditeguy                | Gordini               | 24        | Převodovka     | 10               |      |
| Ret    | 34  | Pablo Birger                     | Simca-Gordini-Gordini | 21        | Diferenciál    | 14               |      |
| Ret    | 24  | Adolfo Schwelm Cruz              | Cooper-Bristol        | 20        | Kolo           | 13               |      |
| Zdroj: |     |                                  |                       |           |                |                  |      |

Poznámky
1. ↑  Alberto Ascari získal jeden bod za zajetí nejrychlejšího kola.

## Průběžné pořadí po závodě
Pohár jezdců
| Pořadí | Jezdec                | Body |
| ------ | --------------------- | ---- |
| 1      | Alberto Ascari        | 9    |
| 2      | Luigi Villoresi       | 6    |
| 3      | José Froilán González | 4    |
| 4      | Mike Hawthorn         | 3    |
| 5      | Óscar Alfredo Gálvez  | 2    |
| Zdroj: |                       |      |